# Minneota (Minnesota)
Minneota – miasto w Stanach Zjednoczonych, w stanie Minnesota, w hrabstwie Lyon.